# Девушка из прогноза погоды
«Девушка из прогноза погоды» (англ. Weather Girl) — американский комедийный фильм 2009 года. В главных ролях: Триша O’Келли, Марк Хармон, Джон Крайер, Энрико Колантони.

## Сюжет
Ведущая утренних телевизионных прогнозов погоды Сильвия узнает об измене своего бойфренда и отпускает свои эмоции на свободу прямо во время прямого эфира. После этого её увольняют, и она, одинокая, безработная, уже немолодая и с младшим братом начинает роман с молодым человеком — другом своего брата.

## В ролях
| Актёр             | Роль    |
| ----------------- | ------- |
| Триша O’Келли     | Сильвия |
| Марк Хармон       | Дэйл    |
| Джон Крайер       | Чарльз  |
| Патрик Джей Адамс | Байрон  |
| Энрико Колантони  | Джордж  |
| Риан Делвин       | Уолт    |
| Эми Донеган       | Мари    |
| Тимоти Дворак     | Джек    |
| Люка Флейшер      | Артур   |
| Марин Хинкль      | Джейн   |
| Бубба Льюис       | Ирвинг  |